# Iberia Circuit
Der Iberia Circuit ist eine ca. 30 km nordöstlich von Almería gelegene Motorsport-Anlage in Spanien. Mit maximal 9,22 km Länge handelt es sich um die längste spanische und zweitlängste permanente Motorsport-Rennstrecke Europas (nach der Nordschleife).

## Streckenbeschreibung

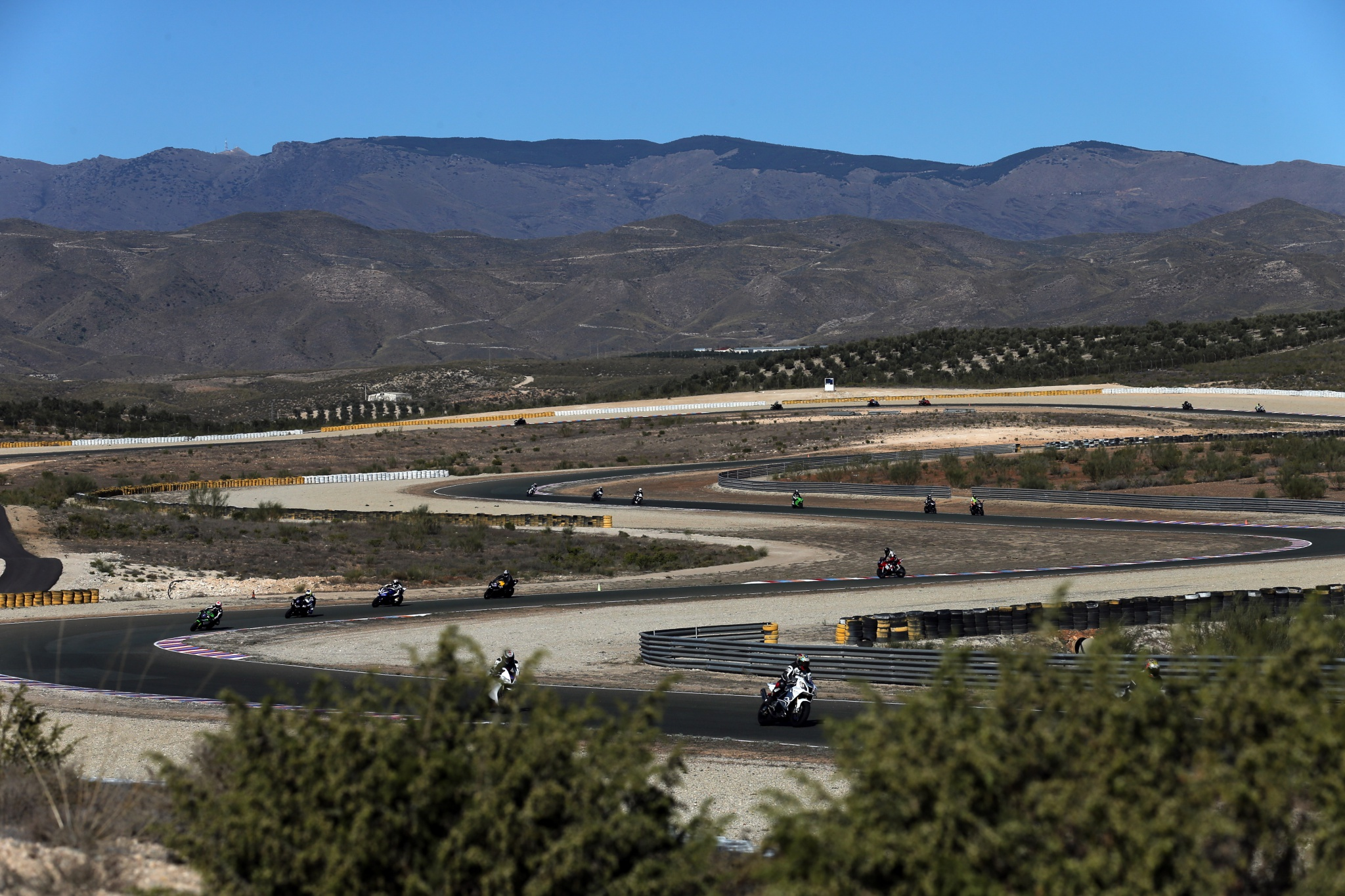
Detailabschnitt des Iberia Circuit auf dem Circuito de Almeria

Der Motorsportpark umfasst mehrere Strecken. Für Motorsportwettbewerbe wird lediglich der 4,2 km lange Circuito de Almería genutzt, der als erste Anlage ab 1998 entstand und 2000 eröffnet wurde. 2016 entstand in direkter Nachbarschaft der 4,31 km lange Andalucia Circuit, der vorrangig für Motorradtrainings und Trackdays benutzt wird. 2018 wurde der Andalucia Circuit um eine 1,055 km lange Gerade – die längste Gerade in Spanien – erweitert, an dessen Ende eine Kurzanbindung an den Circuito de Almería geschaffen wurde. Diese 9,22 km lange Gesamtvariante ist als Iberia Circuit bekannt.

## Veranstaltungen
Die Vollvariante des Iberia Circuits wird hauptsächlich für Trainings, Trackdays, Fahrzeugpräsentationen und Testtage benutzt.
Der Almeria Circuit und der Andalucia Circuit richten abwechselnd Veranstaltungen des Campeonato de Andalucía de Circuitos für diverse Automobilklassen aus. Auch der Radical Nevada Club startete schon auf beiden Streckenvarianten.
Seit 2019 wird auf dem Circuito de Andalucia ein automobiles Langstreckenrennen ausgerichtet, das von Längen von ursprünglich 24 und 12 Stunden nunmehr aktuell über eine Distanz von 600 km ausgetragen wird.